# 松尾展成
松尾展成(まつお のぶしげ、1935年8月24日- ）は、日本の経済史学者、岡山大学名誉教授。
長崎県島原市出身。1964年東京大学大学院経済史博士課程満期退学、岡山大学法文学部助手、講師、助教授、経済学部教授。94年「ザクセン農民解放史研究序論」で東大経済学博士。2001年定年退官、名誉教授。ザクセン王国の経済史が専門。

## 著書
- 『ザクセン農民解放史研究序論』御茶の水書房 岡山大学経済学研究叢書 1990
- 『ザクセン農民解放運動史研究』御茶の水書房 2001
- 『日本=ザクセン文化交流史研究』大学教育出版 2005
- 『ザクセン封建地代償却史研究』大学教育出版 2011

共著
- 『ドイツ経済の歴史的空間 関税同盟・ライヒ・ブント』諸田實、小笠原茂、柳澤治、渡辺尚、Ｅ・シュレンマー共著 昭和堂 1994

### 翻訳
- ヨーゼフ・クーリッシェル『ヨーロッパ近世経済史』諸田實、小笠原茂、柳澤治、渡辺尚共訳 東洋経済新報社 1982-83
- ゲーアハルト・シュミット『近代ザクセン国制史』編訳 九州大学出版会 1995

## 論文
- <松尾展成